# Nikolskoje (rejon jenotajewski)
Nikolskoje (ros. Никольское) – wieś w Rosji, w obwodzie astrachańskim, w rejonie jenotajewskim. W 2010 liczyła 5234 mieszkańców.

## Urodzeni
- Michaił Dokuczajew